# Instytut Filologii Klasycznej
Instytut Filologii Klasycznej – jednostka wydziałowa, której przedmiotem dydaktyki i badań są przede wszystkim języki i kultura starożytnej Grecji i Rzymu.
Przykłady filologii klasycznych jako jednostek wydziałowych przy uczelniach wyższych w Polsce:
- Instytut Filologii Klasycznej Uniwersytetu Jagiellońskiego (IFK UJ)
- Instytut Studiów Klasycznych, Śródziemnomorskich i Orientalnych Uniwersytetu Wrocławskiego
- Instytut Filologii Klasycznej Uniwersytetu Warszawskiego (IFK UW) (część Wydziału Polonistyki UW)